# Jewhen Dawydiak
Jewhen Wasylowycz Dawydiak (ur. 23 kwietnia 1879 w Hrebenowie, zm. 28 marca 1962 we Lwowie) – ukraiński prawnik, prawoznawca, członek rzeczywisty Towarzystwa Naukowego im. Szewczenki.
Ukończył w 1897 ukraińskie gimnazjum akademickie we Lwowie, z 1903 ukończył studia prawnicze na Uniwersytecie Lwowskim. Doktor prawa (1908), docent (od 1947).
W latach 1904–1912 pracował jako pomocnik adwokata, w 1912 otworzył własną kancelarię. W czasie I wojny światowej służył w armii austro-węgierskiej, w latach 1918–1919 w Armii Halickiej. Był internowany w Czechosłowacji, w 1921 powrócił do Lwowa, i do adwokatury. 
Był obrońcą w wielu procesach politycznych: Ukraińskiej Organizacji Wojskowej (1922), świętojurskim (1922–1923).
Wykładowca prawa Tajnego Uniwersytetu Ukraińskiego, i jego rektor w latach 1920-1921. Jeden z założycieli i członek zarządu Związku Ukraińskich Adwokatów (1923–1939), członek zarządu Towarzystwa Naukowego im. Szewczenki w latach 1937–1939.
W latach 1939–1941 pełniący obowiązki profesora prawa Uniwersytetu Lwowskiego, w latach 1944-1958 docent katedry prawa.
Syn księdza Wasyla Dawydiaka. Pochowany na Cmentarzu Łyczakowskim.